# Bogidiella
Bogidiella é um género de crustáceo da família Bogidiellidae.
Este género contém as seguintes espécies:
- Bogidiella albertimagni Hertzog, 1933
- Bogidiella aprutina Pesce, 1980
- Bogidiella balearica Dancau, 1973
- Bogidiella barbaria G. Karaman, 1990
- Bogidiella broodbakkeri Stock, 1992
- Bogidiella calicali G. Karaman, 1988
- Bogidiella cerberus Bou & Ruffo, 1979
- Bogidiella coipana Ortiz, Winfield & Lalana, 2001
- Bogidiella convexa Stock & Notenboom, 1988
- Bogidiella cooki Grosso & Ringuelet, 1979
- Bogidiella copia G. Karaman, 1988
- Bogidiella cyrnensis Hovenkamp, Hovenkamp & Van der Heide, 1983
- Bogidiella deharvengi Stock & Botosaneanu, 1989
- Bogidiella gammariformis Sket, 1985
- Bogidiella glabra Stock & Notenboom, 1988
- Bogidiella glacialis S. Karaman, 1953
- Bogidiella helenae Mateus & Maciel, 1967
- Bogidiella hindustanica Sidorov, Ranga Reddy & Shaik, 2018
- Bogidiella hispanica Stock & Notenboom, 1988
- Bogidiella ichnusae Ruffo & Vigna Taglianti, 1975
- Bogidiella lindbergi Ruffo, 1958
- Bogidiella longiflagellum S. Karaman, 1959
- Bogidiella madeirae Stock, 1994
- Bogidiella michaelae Ruffo & Vigna Taglianti, 1977
- Bogidiella neotropica Ruffo, 1952
- Bogidiella nicolae G. Karaman, 1988
- Bogidiella niphargoides Ruffo & Vigna Taglianti, 1977
- Bogidiella pingxiangensis Hou & Li, 2018
- Bogidiella prionura Stock, 1985
- Bogidiella ruffoi Birstein & Ljovuschkin, 1967
- Bogidiella semidenticulata Meštrov, 1962
- Bogidiella serbica G. Karaman, 1988
- Bogidiella silverii Pesce, 1981
- Bogidiella sinica Karaman & Sket, 1990
- Bogidiella sketi G. Karaman, 1989
- Bogidiella skopljensis (S. Karaman, 1933)
- Bogidiella stocki G. Karaman, 1990
- Bogidiella thai Botosaneanu & Notenboom, 1988
- Bogidiella torrenticola Pretus & Stock, 1990
- Bogidiella totakura Senna, Mugnai & Ranga Reddy, 2013
- Bogidiella turcica Vonk, Seveso & Noteboom, 1999
- Bogidiella vandeli Coineau, 1968
- Bogidiella veneris Leijs, Bloechl & Koenemann, 2011
- Bogidiella vomeroi Ruffo & Vigna Taglianti, 1977